# Povarovo
Povarovo ist eine anonyme russische Dark-Jazz-Band.

## Geschichte
Die Gruppe Povarovo gibt kaum Informationen zu ihrer Geschichte preis. Als Herkunftsort wird Moskau benannt. Der Gründungszeitpunkt ist nicht bekannt. Die Musiker treten unter Pseudonymen in Erscheinung. Die Gruppe spielte mit Tchernovik ein Album ein, welches 2007 im Selbstverlag, 2010 selbstbetitelt über das russische Post-Industrial-Label Aquarellist und 2012 erneut als Tchernovik über Denovali Records veröffentlicht wurde. Das Album wurde, nach der Veröffentlichung über Denovali Records, von Rezensenten besonders positiv aufgenommen und hoch gelobt.

## Stil
Die Musik von Povarovo wird zumeist dem Dark Jazz zugerechnet. Dabei wird die Musik als Mischung aus „Jazz, Ambient, Doom, Neoklassik und die Liebe zum Klangexperiment“, sowie als „Neuinterpretation des Dooms“ bezeichnet. In Rezensionen werden Bohren & der Club of Gore, das Dale Cooper Quartet & the Dictaphones und  das The Kilimanjaro Darkjazz Ensemble als Vergleichsgrößen benannt.
Label und Band bestätigen Einflüsse durch Bohren & der Club of Gore und das Kilimanjaro Dark Jazz Ensemble. Dabei würde die Gruppe Ideen dieser Gruppen mit neoklassischen Elementen und der Melancholie der traditionellen russischen Musik vermengen. Dabei hebe sich Povarovo von anderen Vertretern des Dark Jazz durch die „Verwendung von elektronischen Hintergrundgeräuschen“ ab. So fungieren „schleppende elektronische Rhythmen als Fundament für jazzige Passagen, die von Klarinette […], Gitarre und Piano dargeboten werden. Vervollständigt wird das Gesamtbild von elektronischen Effekten ausserhalb der reinen Rhythmik.“
Ebenso werden weitere nicht elektronische Ideen der Hintergrundbegleitung als Innovation im Genre umschrieben. Diese käme besonders zur gelten wenn die Gruppe „ihre Hintergrundbegleitung nicht mit elektronischer Hilfe, sondern auf Grundlage minimalistischer Hilfsmittel, wie dem eigenen Körper oder der Instrumente, erzeugt. Das drückt sich in Form eines Bogens aus, der über die Saiten einer Gitarre gestrichen wird, bis hin zum lauten, rhythmischen Atem wie im Song ‘66 Breath’.“ Hinzukommend kämen für den Stil ungewöhnliche musikalische Elemente und Instrumente, wie andalusische Percussions, oder Elemente klassischer Musik zum Einsatz.
Diese ergänze für den Stil typischere Merkmale. „Einsame Klavierklänge, ein Besen, der zögerlich übers Schlagzeug streicht, Cellotöne die angeschlagen werden, erst verharren und dann verhallen; ein melancholischer Trompeter, der zwischen hingehauchten Fanfaren im Nichts verschwindet und gelegentlich am Saxophon und der Klarinette wieder auftaucht.“

## Diskografie
- 2007: Tchernovik (Album, Selbstverlag)
- 2010: Povarovo (Album, Aquarellist)
- 2012: Tchernovik (Album, Denovali Records)
- 2020: Live in Moscow (Live-Album, Selbstverlag)